# 資中王家祠
資中王家祠位於四川省內江市資中縣，文物遺址年代判定為清代。2007年6月1日公佈為四川省第七批文物保護單位。